# Eddie Santiago
Eduardo Antonio Santiago Rodríguez (Toa Alta, Puerto Rico, 18 d'agost de 1955), més conegut com a Eddie Santiago, és un cantant porto-riqueny de música salsa.

## Biografia
Inquiet i comunicatiu, la seva afició per la música i l'esport va començar a manifestar-se quan tenia deu anys.
Abans de convertir-se en solista i director de la seva pròpia orquestra, va formar part de diversos grups, entre ells Generació 2000, Orquestra La Potent, Orquestra Opus i Orquestra Saragüey. La seva carrera professional va començar formalment al març de 1984, en integrar-se com a cantant del Conjunt Chaney.
El novembre de 1986 es llança com a solista i forma el seu grup, gravant temes que ràpidament es converteixen en grans èxits internacionals, com "Tú me quemas", "Que tontería enamorarme de ti" i "Lluvia", entre altres més.
Dos anys més tard, amb l'alçada d'un veritable ídol, es presenta a Mèxic aconseguint omplir el Palau dels Esports. Gràcies al seu estil interpretatiu sorgeix el concepte de "salsa romàntica", la qual si escau implica mitges veus, murmuris i dolçor. És per això que se'l coneix com "El salsero romàntic d'Amèrica", a Perú, "El sobirà de la salsa", a Colòmbia; i el "Rei de la salsa romàntica" en els altres països.
Ha gravat per als segells TH, Emi Latin i Polygram, sent una de les seves produccions més aplaudides "Enamorados". El 1999 Eddie Santiago va realitzar el seu primer projecte discogràfic amb la multinacional Sony Discos. La producció, titulada "Celebration: Epic Duets", va unir el talent del cantant al de les noves figures de la cançó com són Charlie Záa, Víctor Manuelle, Melina León, Huey Dumbar i Elvis Crespo, entre d'altres.
Amb "Epic Duets" Santiago va aconseguir reactivar la seva carrera discogràfica a Puerto Rico. I de la mateixa manera va aconseguir que la seva producció fos escollida per la Fundació Nacional per a la Cultura Popular com una de les 20 enregistraments més excel·lents de 1999.

## Discografia
- 1986 - Atrevido Y Diferente
- 1987 - Sigo Atrevido
- 1988 - Invasión De La Privacidad
- 1989 - El Rey de la Salsa Romantica
- 1990 - New Wave Salsa
- 1991 - Soy El Mismo
- 1993 - Intensamente
- 1994 - Cada Vez, Otra Vez
- 1995 - Eddie Santiago
- 1996 - De Vuelta A Casa
- 1997 - Enamorado
- 1999 - Celebración: Epic Duet
- 2001 - Ahora
- 2002 - Interpreta 'Los Grandes éxitos De Luis Angel
- 2005 - Después Del Silencio
- 2006 - En Su Estilo, Romántico Y Sensual